# 데이비드 개리슨
데이비드 개리슨(David Garrison, 1952년 6월 30일 ~ )은 미국의 배우이다.

## 출연 작품
- 위험한 댄싱걸 (2006)
- OP 센터 (1995)
- 법과 질서 (1990)
- 못말리는 번디 가족 (1987)
- 크립쇼 (1982)